# Пищецьке
45°33′ пн. ш. 15°25′ сх. д. / 45.55° пн. ш. 15.41° сх. д.
Пищецьке (хорв. Piščetke) — населений пункт у Хорватії, у Карловацькій жупанії у складі громади Нетретич.

## Населення
Населення за даними перепису 2011 року становило 15 осіб.
Динаміка чисельності населення поселення: